# Liste der Stolpersteine in Warendorf
Die Liste der Stolpersteine in Warendorf dokumentiert alle Stolpersteine, die im Rahmen des gleichnamigen Kunst- und Erinnerungsprojekts von Gunter Demnig bislang in der Stadt Warendorf (Kernstadt und Ortsteile) verlegt worden sind. Die Stolpersteine erinnern an Menschen, die in den Jahren 1933–1945 in Warendorf gelebt haben und Opfer des Nationalsozialismus geworden sind. Die Inschriften auf den kleinen quadratischen Messingstafeln enthalten den Namen, die Lebensdaten und das Schicksal der entrechteten und verfolgten, geflüchteten und vertriebenen sowie verschleppten und ermordeten Opfer im Nationalsozialismus. Die Stolpersteine liegen in der Regel im Bürgersteig vor dem Haus, in dem die betreffenden Personen zuletzt freiwillig gewohnt haben.
Im März 2011 gründete sich eine Stolperstein-Initiative in Freckenhorst, im Januar 2013 erfolgte die Gründung in Warendorf. Die Initiativen erarbeiten die Personen- und Familiengeschichten der betroffenen Personen und knüpfen Kontakte zu Überlebenden und Nachkommen. Schulen und Kirchen, Vereine und Nachbarschaften, Einzelpersonen und Freundeskreise übernehmen die Patenschaften für die Steine; sie gedenken der Menschen aus der Vergangenheit ihrer Stadt und schaffen zugleich Erinnerungsorte in der Gegenwart ihrer Alltagswelt.

## Die Liste der Stolpersteine
| Datum der Verlegung | Ortsteil     | Adresse                                             | Name/Inschrift | Bild                             |
| ------------------- | ------------ | --------------------------------------------------- | --- | -------------------------------- |
| 18. Nov. 2011       | Freckenhorst | Hoetmarer Straße 3 ·                                | Hier wohnte Hilde Michel geb. Rosenberg Jg. 1906 deportiert 1942 Theresienstadt befreit/überlebt                                                   | Stolperstein für Hilde Michel    |
| 18. Nov. 2011       | Freckenhorst | Hoetmarer Straße 3 ·                                | Hier wohnte Bernhard Michel Jg. 1897 deportiert 1942 Theresienstadt befreit/überlebt                                                               | Stolperstein für Bernhard Michel |
| 18. Nov. 2011       | Freckenhorst | Hoetmarer Straße 3 ·                                | Hier wohnte Liesel Binzer geb. Michel Jg. 1936 deportiert 1942 Theresienstadt befreit/überlebt                                                     | Stolperstein für Liesel Binzer   |
| 18. Nov. 2011       | Freckenhorst | Stiftsmarkt 13 ·                                    | Hier wohnte Hedwig Rosenberg Jg. 1893 deportiert 1941 Riga ???                                                                                     |                                  |
| 18. Nov. 2011       | Freckenhorst | Stiftsmarkt 13 ·                                    | Hier wohnte Ida Rosenberg Jg. 1898 deportiert 1941 Riga ???                                                                                        |                                  |
| 18. Nov. 2011       | Freckenhorst | Warendorfer Straße 59 ·                             | Hier wohnte Alma Leffmann Jg. 1886 deportiert 1941 Riga ???                                                                                        |                                  |
| 18. Nov. 2011       | Freckenhorst | Warendorfer Straße 59 ·                             | Hier wohnte Siegfried Leffmann Jg 1888 deportiert 1941 Riga ???                                                                                    |                                  |
| 8. Nov. 2013        | Freckenhorst | Warendorfer Straße 99 ·                             | Hier wohnte Siegfried Elsberg Jg. 1900 ‚Schutzhaft‘ 1938 Gefangnis Warendorf Flucht 1939 USA überlebt                                              |                                  |
| 14. Okt. 2013       | Warendorf    | Brünebrede 54 ·                                     | Hier wohnte David Lehmann Jg. 1872 Opfer des Pogroms unfreiwillig verzogen 1939 Münster tot 17.8.1941                                              |                                  |
| 14. Okt. 2013       | Warendorf    | Brünebrede 54 ·                                     | Hier wohnte Johanna Lehmann geb. Bornheim Jg. 1872 unfreiwillig verzogen 1939 Münster deportiert 1942 Theresienstadt ermordet Sept. 1942 Treblinka |                                  |
| 14. Okt. 2013       | Warendorf    | Brünebrede 54 ·                                     | Hier wohnte Elly Oster geb. Lehmann Jg. 1900 deportiert 1941 Łodz/Litzmannstadt ermordet Mai 1942 Chelmno/Kulmhof                                  |                                  |
| 14. Okt. 2013       | Warendorf    | Brünebrede 54 ·                                     | Hier wohnte Heinz Lehmann Jg. 1903 Opfer des Pogroms Flucht 1938 Uruguay überlebt                                                                  |                                  |
| 14. Okt. 2013       | Warendorf    | Brünebrede 17 ·                                     | Hier wohnte Jakob Meyer Jg. 1895 Opfer des Pogroms Flucht 1939 USA überlebt                                                                        |                                  |
| 14. Okt. 2013       | Warendorf    | Brünebrede 17 ·                                     | Hier wohnte Julie Meyer geb. Hertz Jg. 1895 Flucht 1939 USA überlebt                                                                               |                                  |
| 14. Okt. 2013       | Warendorf    | Brünebrede 17 ·                                     | Hier wohnte Helmut Meyer Jg. 1926 Flucht 1939 USA überlebt                                                                                         |                                  |
| 14. Okt. 2013       | Warendorf    | Brünebrede 17 ·                                     | Hier wohnte Anita Meyer Jg. 1929 Flucht 1939 USA überlebt                                                                                          |                                  |
| 14. Okt. 2013       | Warendorf    | Brünebrede 17 ·                                     | Hier wohnte Flora Roza Hertz geb. Gumprich Jg. 1861 deportiert 1941 Łodz/Litzmannstadt ermordet 12.5.1942 Chelmno/Kulmhof                          |                                  |
| 14. Okt. 2013       | Warendorf    | Oststraße 7 ·                                       | Hier wohnte David Elsberg Jg. 1874 deportiert 1942 Theresienstadt ermordet Sept. 1942 Treblinka                                                    |                                  |
| 14. Okt. 2013       | Warendorf    | Oststraße 7 ·                                       | Hier wohnte Rieka Elsberg geb. Windmüller Jg. 1883 deportiert 1942 Theresienstadt ermordet Sept. 1942 Treblinka                                    |                                  |
| 14. Okt. 2013       | Warendorf    | Oststraße 7 ·                                       | Hier wohnte Dr. Karl Elsberg geb. 1904 Berufsverbot 1933 Flucht 1939 Belgien interniert Gurs 1943 Val d’Aosta versteckt gelebt befreit/überlebt    |                                  |
| 14. Okt. 2013       | Warendorf    | Oststraße 7 ·                                       | Hier wohnte Dr. Paul Elsberg Jg. 1907 Flucht 1938 USA überlebt                                                                                     |                                  |
| 14. Okt. 2013       | Warendorf    | Oststraße 7 ·                                       | Hier wohnte Hildegard Arenberg geb. Elsberg Jg. 1908 Flucht 1939 USA überlebt                                                                      |                                  |
| 14. Okt. 2013       | Warendorf    | Oststraße 7 ·                                       | Hier wohnte Werner Elsberg Jg. 1916 Flucht 1937 Iran 1939 USA überlebt                                                                             |                                  |
| 14. Okt. 2013       | Warendorf    | Oststraße 7 ·                                       | Hier wohnte Anneliese Elsberg geb. Marx Jg. 1905 Flucht 1939 Belgien 1940 Frankreich 1943 Val d’Aosta versteckt gelebt befreit/überlebt            |                                  |
| 14. Okt. 2013       | Warendorf    | Schützenstraße 17 ·                                 | Hier wohnte Hugo Spiegel Jg. 1905 Flucht 1939 Belgien interniert Gurs Rivesaltes/Drancy deportiert 1942 Auschwitz 1944 Dachau befreit/überlebt     |                                  |
| 14. Okt. 2013       | Warendorf    | Schützenstraße 17 ·                                 | Hier wohnte Ruth Spiegel geb. Weinberg Jg. 1907 Flucht 1939 Belgien versteckt gelebt befreit/überlebt                                              |                                  |
| 14. Okt. 2013       | Warendorf    | Schützenstraße 17 ·                                 | Hier wohnte Rosa Spiegel Jg. 1931 Flucht 1939 Holland/Belgien interniert Mechelen deportiert 1942 Auschwitz ermordet Nov. 1942                     |                                  |
| 14. Okt. 2013       | Warendorf    | Schützenstraße 17 ·                                 | Hier wohnte Paul Spiegel Jg. 1937 Flucht 1939 Belgien versteckt gelebt befreit/überlebt                                                            |                                  |
| 8. Dez. 2014        | Warendorf    | Klosterstraße 21 ·                                  | Hier wohnte Pater Elpidius Markötter OFM Jg. 1911 verhaftet 1940 ‚Kanzelmissbrauch‘ 1941 Sachsenhausen Dachau ermordet 28.6.1942                   |                                  |
| 8. Dez. 2014        | Warendorf    | Oststraße 18 ·                                      | Hier wohnte Ella Spiegel Jg. 1887 deportiert 1941 Riga ermordet                                                                                    |                                  |
| 8. Dez. 2014        | Warendorf    | Oststraße 18 ·                                      | Hier wohnte Arnold Spiegel Jg. 1889 ‚Schutzhaft‘ 1938 Gefängnis Warendorf deportiert 1941 Riga ermordet                                            |                                  |
| 8. Dez. 2014        | Warendorf    | Oststraße 18 ·                                      | Hier wohnte Frieda Spiegel Jg. 1896 Flucht 1939 England                                                                                            |                                  |
| 8. Dez. 2014        | Warendorf    | Münsterstraße 7 ·                                   | Hier wohnte Hugo Spiegel Jg. 1878 deportiert 1941 Riga ermordet                                                                                    |                                  |
| 8. Dez. 2014        | Warendorf    | Münsterstraße 7 ·                                   | Hier wohnte Frieda Spiegel geb. Stern Jg. 1878 deportiert 1941 Riga ermordet                                                                       |                                  |
| 8. Dez. 2014        | Warendorf    | Münsterstraße 7 ·                                   | Hier wohnte Irma Spiegel verh. Moses Jg. 1911 deportiert 1942 Ghetto Warschau ermordet                                                             |                                  |
| 8. Dez. 2014        | Warendorf    | Münsterstraße 7 ·                                   | Hier wohnte Walter Spiegel Jg. 1912 deportiert 1941 Riga 1944 Stutthof Buchenwald ermordet 5.4.1945                                                |                                  |
| 8. Dez. 2014        | Warendorf    | Lange Kesselstraße 23 ·                             | Hier wohnte Julius Anspacher Jg. 1889 misshandelt von SA Flucht 1938 Uruguay                                                                       |                                  |
| 8. Dez. 2014        | Warendorf    | Lange Kesselstraße 23 ·                             | Hier wohnte Erna Anspacher geb. Hertz Jg. 1893 Flucht 1938 Uruguay                                                                                 |                                  |
| 8. Dez. 2014        | Warendorf    | Lange Kesselstraße 23 ·                             | Hier wohnte Joseph Nathan Anspacher Jg. 1921 ‚Schutzhaft‘ 1938 Gefängnis Borken Flucht 1938 Uruguay                                                |                                  |
| 8. Dez. 2014        | Warendorf    | Lange Kesselstraße 23 ·                             | Hier wohnte Rudolf Anspacher Jg. 1926 Flucht 1938 Uruguay                                                                                          |                                  |
| 8. Dez. 2014        | Warendorf    | Lange Kesselstraße 23 ·                             | Hier wohnte Johanna Hertz geb. Stern Jg. 1860 Flucht 1938 Uruguay                                                                                  |                                  |
| 15. Dez. 2016       | Warendorf    | Oststraße 33 ·                                      | Hier wohnte Max Jeremias Jg. 1899 Zeuge Jehovas verhaftet 1937 Gefängnis Münster ‚Schutzhaft‘ 1938 Sachsenhausen ermordet 29.5.1940                |                                  |
| 15. Dez. 2016       | Warendorf    | Oststraße 33 ·                                      | Hier wohnte Ida Jeremias geb. Wilhelm Jg. 1895 Zeugin Jehovas verhaftet 1937 Gefängnis Münster 1939 Ravensbrück Außenlager Steinhöring befreit     |                                  |
| 15. Dez. 2016       | Warendorf    | Oststraße 33 ·                                      | Hier wohnte Ruth Jeremias Jg. 1931 1938 Entzug des Sorgerechtes Pflegeobhut bei Verwandten                                                         |                                  |
| 15. Dez. 2016       | Warendorf    | Gerichtsfuhlke 8 ·                                  | Hier wohnte Berta Samuel geb. Neuburger Jg. 1895 deportiert 1941 Riga 1944 Stutthof ermordet                                                       |                                  |
| 15. Dez. 2016       | Warendorf    | Gerichtsfuhlke 8 ·                                  | Hier wohnte Juliane Samuel Jg. 1923 eingewiesen 1938 Heilanstalt Gütersloh ‚verlegt‘ 27.9.1940 Brandenburg ermordet 27.9.1940 ‘Aktion T4‘          |                                  |
| 15. Dez. 2016       | Hoetmar      | Sendenhorster Straße 1 ·                            | Hier wohnte August Wessing Pfarrer Jg. 1880 verhaftet 1942 ‚Feindbegünstigung‘ Dachau ermordet 4.3.1945                                            |                                  |
| 30. Juni 2021       | Warendorf    | Westbezirk 18 ·                                     | Hier wohnte August Tertilt Jg. 1908 eingewiesen 1937 Heilanstalt Marsberg ‚verlegt‘ 31.7.1941 Hadamar ermordet 31.7.1941 ‘Aktion T4‘               |                                  |
| 21. Okt. 2022       | Warendorf    | Flurstraße 17 ·                                     | Hier wohnte Anton Westekemper Jg. 1886 eingewiesen 1931 Heilanstalt Warstein 'verlegt' 21.8.1941 Hadamar ermordet 21.8.1941 ‘Aktion T4‘            |                                  |
| 11. Nov. 2024       | Warendorf    | Fleischhauerstr. 9Stolperstein Katharina Mönnigmann | Hier wohnte Katharina Mönnigmann Jg. 1881 seit 1930 in mehreren Heilanstalten 'verlegt' 17.7.1941 "Heilanstalt" Weilmünster ermordet 29.9.1941     | Foto folgt                       |
| 11. Nov. 2024       | Warendorf    | Kirchstraße 2                                       | Hier wohnte Elisabeth Krimphove Jg. 1875 seit 1896 in mehreren Heilanstalten 'verlegt' 28.7.1941 "Heilanstalt" Eichberg ermordet 1.5.1942          | Foto folgt                       |